# Jüdischer Friedhof (Michelstadt)

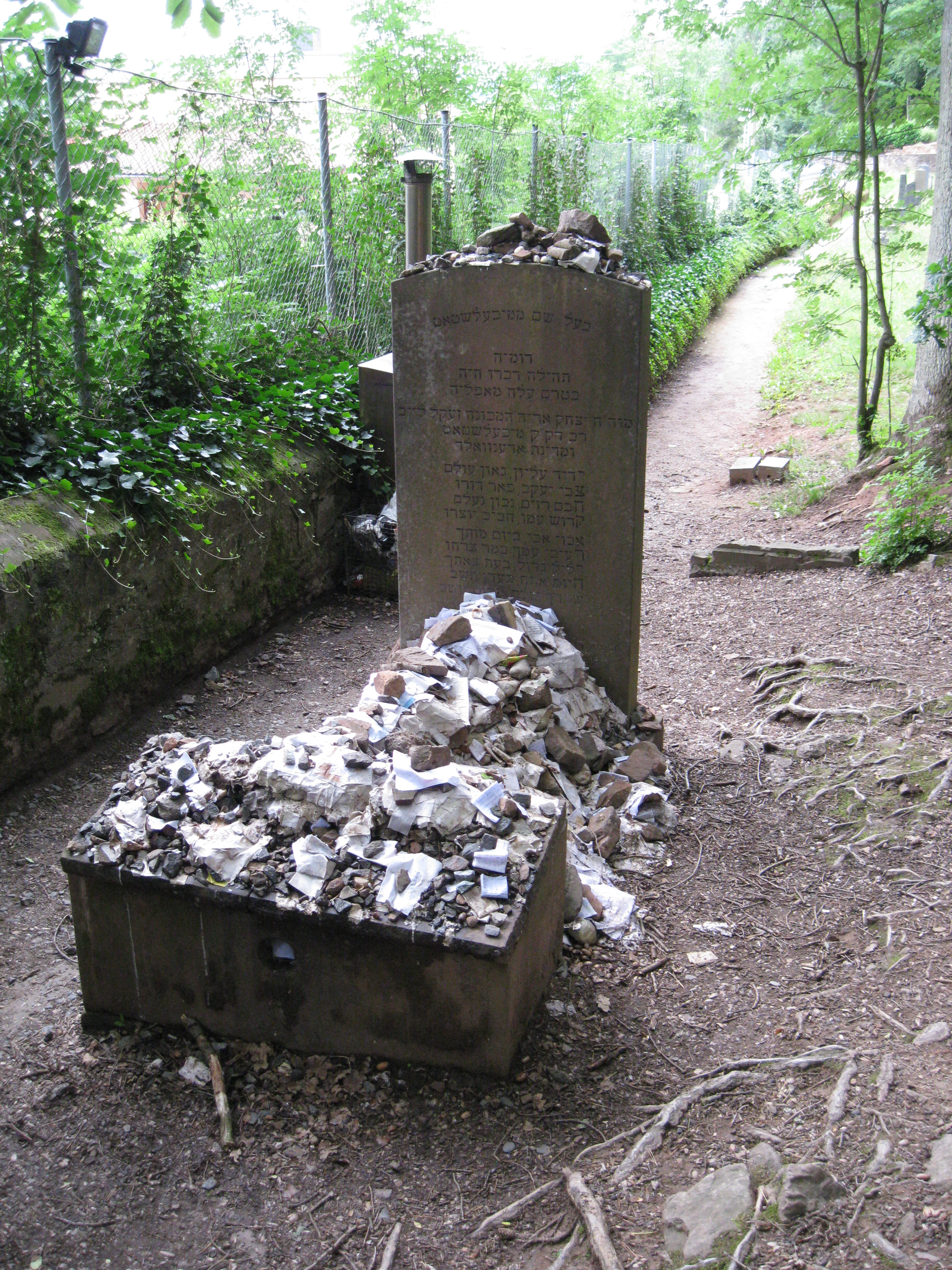
Grab des Seckel Löb Wormser auf dem jüdischen Friedhof in Michelstadt

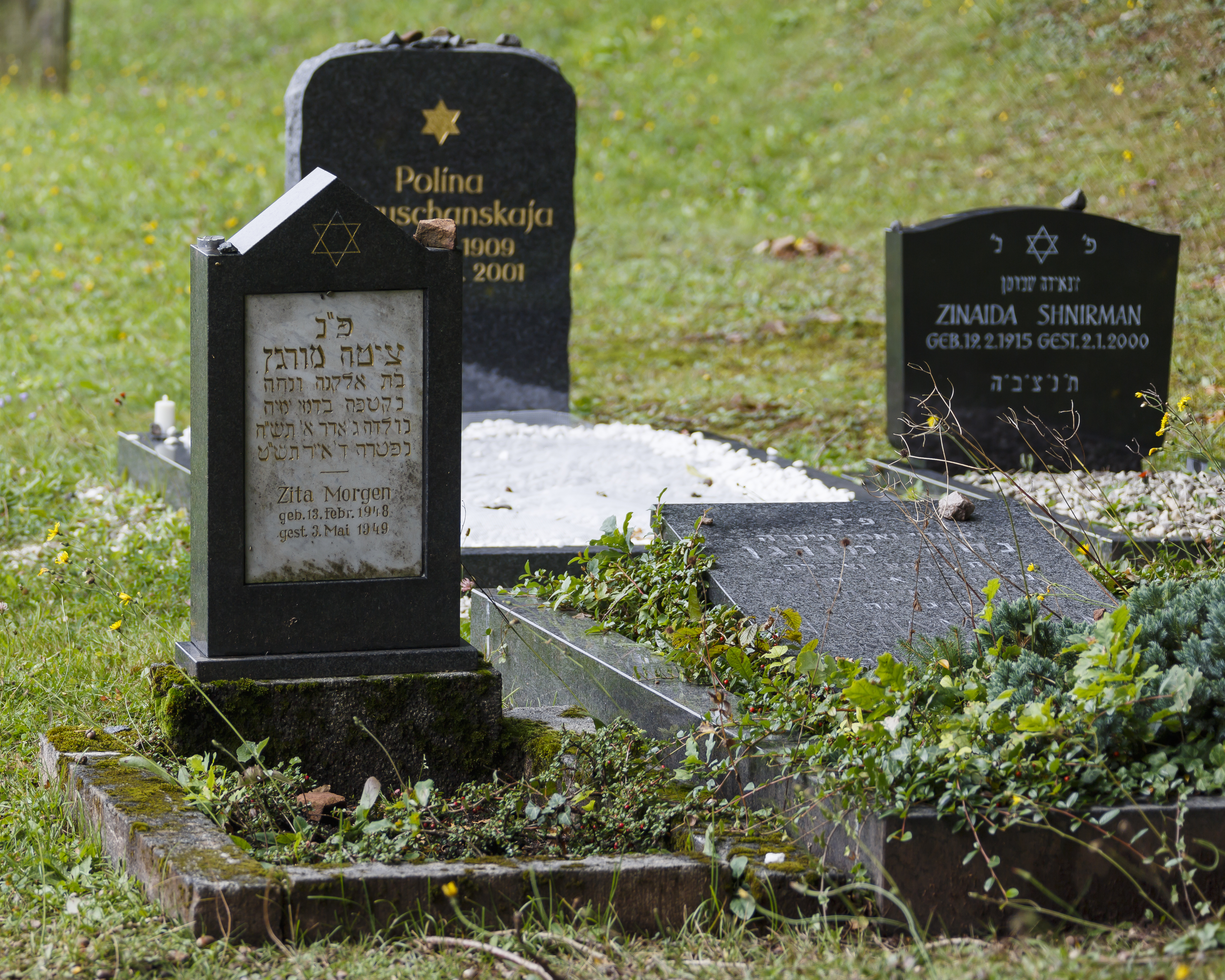
Grabsteine auf dem jüdischen Friedhof in Michelstadt (2014)

Der Jüdische Friedhof in Michelstadt, einer Stadt im Odenwaldkreis in Südhessen, wurde spätestens um 1700 angelegt. Der jüdische Friedhof befindet sich an der Straße Am Stadion, oberhalb des Freibades. Er ist ein geschütztes Kulturdenkmal.

## Geschichte
Die älteste Grabinschrift, die 1937/38 noch lesbar war, stammte von 1720. Heute ist die älteste lesbare Grabinschrift von 1725. In der Zeit zwischen 1730 und 1747 wurde der Friedhof mit einer Mauer umgeben. In den Jahren 1860/61 wurde der Friedhof auf die Fläche von 7372 m² erweitert. Er wurde von jüdischen Bewohnern der Gemeinden in der weiteren Umgebung belegt: Beerfelden, Hetschbach, Höchst im Odenwald, Kirchbrombach, König, Mümling-Grumbach, Neustadt und Seckmauern. In einem Teil dieser Orte wurden später eigene jüdische Friedhöfe angelegt.

### Zeit des Nationalsozialismus
„Im Zusammenhang mit dem Novemberpogrom 1938 wurden die Begräbnishalle des Friedhofes von SA-Leuten und Hitlerjugend von Michelstadt und Erbach niedergerissen und die Grabsteine demoliert. Im Zweiten Weltkrieg wurde der Friedhof vom Korpsbekleidungsamt in Beschlag genommen. Die leitenden Offiziere ließen auf dem Friedhofsgrundstück Baracken errichten und die Gräber rücksichtslos wegschaufeln, sodass Schädel und Skelettteile im Wald herumlagen. Nach 1945 wurde der Friedhof von der Stadtverwaltung – soweit möglich – wieder in Ordnung gebracht. Dazu wurden ehemalige SS-, SA- und HJ-Angehörige herangezogen, die unter Leitung des Stadtarchivars Ph. Buxbaum die Aufräumungs- und Wiederherrichtungsarbeiten ausführten. Auch die Grabstätte des Baalschem wurde von einem Urenkel des Baalschem wieder hergerichtet und erhielt einen neuen Grabstein.“

## Bestattete Persönlichkeiten
- Seckel Löb Wormser